# アルバロ・バディージョ
アルバロ・バディージョ・シフエンテス（Álvaro Vadillo Cifuentes、1994年9月12日 - ）は、スペイン・アンダルシア州プエルト・レアル出身のサッカー選手。ラシン・フェロル所属。ポジションはミッドフィールダー。

## 経歴
2006年からレアル・ベティスのユースチームでキャリアをスタートさせ、2011年トップチームに昇格した。8月27日、グラナダCF戦でトップチームデビューを果たした。
2016年8月18日、SDウエスカへ移籍。
2018年6月22日、セグンダ・ディビシオンのグラナダCFと2年契約を交わした。グラナダでのファーストシーズン、2部の舞台でリーグ戦40試合に出場して4ゴール11アシストを記録。グラナダのラ・リーガ昇格に大きく貢献した。ベティス時代以来の1部挑戦となった2019-20シーズンはリーグ序盤戦からレギュラーに定着したものの、3月にハムストリングを負傷、6月にインフルエンザを発症し、残りのシーズンを棒にふるった。
2020年7月22日、セルタ・デ・ビーゴに3年契約で移籍した。移籍後すぐにRCDエスパニョールへとレンタル。
2021年6月2日、RCDエスパニョールは買取オプションを行使し、完全移籍が発表された。
2022年1月5日、2021-22シーズン終了までセグンダ・ディビシオンのマラガCFに移籍することが決まった。
2023年9月1日、ラシン・フェロルへ完全移籍し、1年契約を結んだ。

## 代表歴
スペイン代表としてU-17代表でプレーした。